# جيمس بينتون بارسونز
جيمس بينتون بارسونز (بالإنجليزية: James Benton Parsons)‏ هو قاضي ومحامي أمريكي، ولد في 13 أغسطس 1911 في كانساس سيتي في الولايات المتحدة، وتوفي في 19 يونيو 1993 في شيكاغو في الولايات المتحدة.